# Sette classici militari
I Sette classici militari (武經七書T, 武经七书S, WǔjīngqīshūP, Wu ching ch'i shuW) sono sette importanti testi d'argomento militare dell'Antica Cina, tra i quali figura il celebre L'arte della guerra di Sun Tzu. I testi furono canonizzati sotto questo nome durante l'XI secolo dalla dinastia Song (960–1279) e, da allora, furono inclusi nella maggior parte dei leishu (類書S, lett. "libri di categoria") militari. Per gli ufficiali dell'Impero cinese, la lettura di alcuni o di tutti i Sette classici era obbligatoria per meritare la promozione, come l'obbligo per tutti i burocrati di apprendere e conoscere l'opera di Confucio.
Ci sono state molte antologie con diverse notazioni e analisi da parte di studiosi nel corso dei secoli fino alle versioni attuali nell'editoria occidentale. L'imperatore Kangxi della dinastia Qing (1636–1912), impegnato nel corso del suo regno (1661–1722) in numerosi conflitti contro i Mongoli, l'Impero russo, ecc., così commentò i Sette classici: «Ho letto tutti e sette i libri, tra questi ci sono alcuni materiali che non sono necessariamente corretti e ci sono cose superstiziose che possono essere usate da persone cattive.»
Anche i membri del Partito Comunista Cinese studiarono i testi durante la Guerra civile cinese (1927–1950) così come molti studiosi militari europei e statunitensi.
L'imperatore Song Shenzong (宋神宗), il sesto imperatore della dinastia Song, stabilì quali testi sarebbero stati inclusi in quest'antologia nel 1080.

## Elenco
Secondo i sinologi Ralph D. Sawyer e Mei-chün Sawyer, curatori d'una delle ultime traduzioni in lingua inglese dell'antologia nel 1993, i Sette classici militari sono:
- I sei insegnamenti segreti (六韜T, 六韬S, lett. "Sei segreti") di Jiang Ziya (XII–XI secolo a.C.), funzionario della dinastia Zhou (XII–III secolo a.C.) impegnato come generale contro la proto-storica dinastia Shang (XVII–XI secolo a.C.).
- L'arte della guerra (孫子兵法T, 孙子兵法S, Sūnzǐ BīngfǎP, lett. "Metodi militari del maestro Sun") di Sun Tzu (544–496 a.C.), generale dello Stato di Qi nel Periodo delle primavere e degli autunni (722–481 a.C.).
- I metodi di Sima (司馬法T, 司马法S, lett. "La legge del Sima"), anche noto come L'arte della guerra del Sima, composto da un anonimo autore dello Stato di Qi nel medio Periodo degli Stati Combattenti (453–221 a.C.).
- Wuzi (吳子T, 吴子S, lett. "Maestro Wu") di Wu Qi (440–381 a.C.), generale degli stati di Lu e Wei durante gli Stati Combattenti, la cui opera fu comunque rieditata ed integrata in epoca Song.[4]
- Wei Liaozi (尉繚子T, 尉缭子S, lett. "Maestro Wei Liao"), anch'esso redatto durante gli Stati Combattenti[1] e comunque già noto al tempo della dinastia Han (206 a.C.–220 d.C.).[5]
- Tre strategie di Huang Shigong (黃石公三略T, 黄石公三略S) che il semi-leggendario taoista Huang Shigong consegnò a Zhang Liang (...–189 a.C.), figura fondante della preminenza della dinastia Han a discapito della dinastia Qin (221–206 a.C.).
- Domande e risposte tra Tang Taizong e Li Weigong (唐太宗李衛公問對T, 唐太宗李卫公问对S), un dialogo fittizio tra l'imperatore Tang Tai Zong ed il suo generale Li Wegong redatto tra la fine della dinastia Tang (618–907) e l'affermazione della dinastia Song.[6]

Non ci sono altre varianti conosciute dell'antologia dei Sette classici militari con membri alternati ma le opere stesse hanno avuto molte versioni multiple, in particolare L'arte della guerra, oggetto di diverse dozzine di traduzioni diverse in inglese nel corso del XX secolo.
Nonostante l'importanza dei testi militari nello Yi Zhou shu, nessuno dei capitoli dell'antologia era considerato un classico.